# Jean-Claude Cure
Pour les articles homonymes, voir Cure.
Jean-Claude Cure, né le 21 septembre 1950 à Grenoble, est un peintre et illustrateur français.

## Biographie
Jean-Claude Cure naît à  Grenoble, le 21 septembre 1950. Après cet évènement, la famille Cure s'en retourne s'installer en Afrique du Nord, comme leurs ascendants depuis les années 1870. Sa grand-mère, directrice d'école, détecte rapidement chez lui un fort potentiel à manier le crayon. Le futur artiste affine ainsi sa technique jusqu'à l'âge de dix ans.
Dans les années 1960, le père de Jean-Claude Cure se voit octroyer une place comme intendant des Écoles Normales de Corse. La famille déménage. Peu de temps après, Jean-Claude remporte le premier prix d'aquarelle des moins de quinze ans, lors d'un concours local. Il est alors l'élève de Figari, célèbre artiste et restaurateur d'œuvres d'art. Guidé par son mentor, il croque les couchés de soleil et les coins de paradis qui l'entourent.
Leur aîné étant un élève peu assidu, les parents Cure l'envoient séjourner chez les pères blancs à Saint-Michel de Frigolet près d'Avignon. L'année suivante, il intègre les beaux-arts d'Aix-en-Provence et étudie les aspects techniques du dessin.

De 17 à 19 ans Jean-Claude Cure vit à Paris. Il prolonge ses études au collège Turquetil, section commerciale. Il maintient également son cap dans l'illustration en travaillant dans la publicité aux Ateliers de la Comète à Paris.
Cure s'engage ensuite dans la marine nationale. Vingt deux ans de carrière suivront, qu'il termine en tant que maître d'hôtel. Durant toutes ces années, il continue à peindre : les « pachas » successifs mettent à sa disposition une cabine pour travailler. Il est récompensé pour l'ensemble de son œuvre par le général commandant en chef de la zone Sud de l’Océan Indien peu de temps avant de rendre son paquetage. Fin 1991, l'île de La Réunion est sa nouvelle affectation. Il s'y installe avec sa deuxième épouse, Marie-Louise. Il peint dans la rue devant les curieux et trace les belles demeures ou les scènes, expose dans un garage. Les médias le repèrent et il fait une première apparition télévisée sur RFO[réf. nécessaire]. Il remporte le 1er prix de peinture FR201 et met au point deux expositions : l'une sur l'esclavage, l'autre sur les femmes réunionnaises[réf. nécessaire]. 
En 1996, c'est le retour en métropole, il décroche alors un premier prix d'aquarelle Art et Master à Monaco[réf. nécessaire]. En 2005, il produit les illustrations du livre Un pays bleu, La Seyne-sur-Mer de Marcel Rabarin. Deux ans après, il produit un recueil d'illustrations sur la culture du rugby.

## Illustrations
- Marcel Rabarin, illustré par Jean-Claude Cure, Un pays bleu... La Seyne-sur-Mer, Éditions de la Courtine, 11 juillet 2005, 48 p., broché (ISBN 978-2-84869-050-6)
- Jean-Claude Cure, Esprit d'attaque esprit du rugby, Toulon, Les Presses du Midi, 2007, 118 p. (ISBN 978-2-87867-885-7)